# Jamie Russell
James Craig Russell, detto Jamie (Niagara Falls, 23 aprile 1952), è un ex cestista canadese.

## Carriera
Con il Canada ha disputato i Giochi olimpici di Montréal 1976 e due edizioni dei Campionati mondiali (1974, 1978).